# Göran Hägg
Göran Olof Waldemar Hägg (født 7. juli 1947 i Enskede församling i Stockholm, død 30. september 2015 i Italien) var en svensk litteraturekspert, forfatter, kritiker og debattør.

## Biografi
Hägg voksede op i Tallkrogen i det sydlig Stockholm. Efter at have taget filosofisk embedseksamen ved Stockholms Universitet i 1969 og eksamen ved Lärarhögskolan i Uppsala i 1970, arbejdede Hägg fra 1971 til 1979 som lærer ved Arbetsmarknadsutbildningen i Stockholm. Oplevelser fra den tid ligger til grund for den satiriske roman Det automatiska paradiset (1979). Den skønlitterære debut fandt dog sted allerede i 1972 med digtsamlingen Øgon.
I 1978 blev Hägg ph.d. på afhandlingen Övertalning och underhållning. Den svenska essäistiken 1890–1930, og han var derefter docent i litteraturvidenskab ved Stockholms Universitet. Fra 1979 var han desuden aktiv som litteraturkritiker i Aftonbladet og fra 1981 ligeledes i Månadsjournalen, hvor han skrev frem til avisens ophør i 2002. I mere end tyve år anmeldte han i Aftonbladet skolebøger jævnfør de samme kriterier, som man bedømmer "rigtige" bøger efter.
Efter at have udgivet en række egne romaner, udkom Den svenska litteraturhistorien i 1996. Stor opmærksomhed fik Praktisk retorik (1998) og opfølgeren Retorik idag (2002).
Hägg modtog Aftonbladets litteraturpris i 1974, og deltog to år i træk i tv-konkurrencen På spåret sammen med Caroline af Ugglas.
Göran Hägg døde under en rejse i Italien. Ved sin død, var han bosiddende i Saltsjö-Duvnäs, Nacka församling i Stockholms län. Siden 1969 var han gift med socionomen Barbro Severin (født 1947), med hvem han havde tre børn.